# Hilary Gong
Hilary Gong Chukwah (Zawan, 10 ottobre 1998) è un calciatore nigeriano, attaccante del Widzew Łódź.

## Caratteristiche tecniche
È un'ala destra.

## Carriera
Cresciuto nelle giovanili del GBS Academy, nel gennaio 2017 è stato acquistato dall'AS Trenčín.
Ha esordito con il club slovacco il 22 aprile 2017 in occasione del match di campionato vinto 2-0 contro il Ružomberok.
Il 5 luglio 2018 viene acquistato a titolo definitivo dal Vitesse.

## Statistiche

### Presenze e reti nei club
Statistiche aggiornate al 2 agosto 2018.
| Stagione        | Squadra         | Campionato      | Campionato | Campionato | Coppe nazionali | Coppe nazionali | Coppe nazionali | Coppe continentali | Coppe continentali | Coppe continentali | Altre coppe | Altre coppe | Altre coppe | Totale | Totale | Totale |
| Stagione        | Squadra         | Comp            | Pres       | Reti       | Comp            | Pres            | Reti            | Comp               | Pres               | Reti               | Comp        | Pres        | Reti        | Pres   | Reti   |        |
| --------------- | --------------- | --------------- | ---------- | ---------- | --------------- | --------------- | --------------- | ------------------ | ------------------ | ------------------ | ----------- | ----------- | ----------- | ------ | ------ | ------ |
| 2016-2017       | AS Trenčín      | SL              | 2          | 1          | CS              | 0               | 0               |                    | -                  | -                  |             | -           | -           | 2      | 1      |        |
| 2017-2018       | AS Trenčín      | SL              | 30         | 9          | CS              | 2               | 0               | UEL                | 4                  | 2                  |             | -           | -           | 36     | 11     |        |
| Totale carriera | Totale carriera | Totale carriera | 32         | 10         |                 | 2               | 0               |                    | 4                  | 2                  |             | -           | -           | 38     | 12     |        |